# Groot hertshooigoudhaantje
Het groot hertshooigoudhaantje (Chrysolina hyperici) is een keversoort uit de familie bladkevers (Chrysomelidae). De wetenschappelijke naam van de soort werd in 1771 gepubliceerd door Forster.